# Conde Argenteau
Eugène-Guillaume Argenteau, conde de Mercy o Eugen Gillis Wilhelm Graf Mercy d'Argenteau (1743 - 4 de mayo de 1819) fue un comandante austriaco, participando en las Guerras Revolucionarias Francesas y las Guerras Napoleónicas. Se unió al ejército Austriaco en 1760, se convirtió en oficial general y dirigió grandes formaciones de soldados en varias combates.

## Carrera temprana
Nacido en Huy en los Países Bajos austríacos en 1743, Argenteau se unió al Regimiento de Infantería Mercy d'Argenteau Nr. 56 en 1760. Ese año luchó en la sangrienta Batalla de Torgau. Antes de que terminara la Guerra de los Siete Años, estuvo presente en el asalto a Schweidnitz. Ascendido a Mayor en 1773, se transfirió al Regimiento de Infantería Nr. de Loudon. 29. Durante la Guerra austro-turca (1787-1791), lideró el 29 como su Oberst (coronel) y sirvió con distinción en el Asedio de Belgrado. En octubre de 1789, recibió el ascenso a General mayor.

## Guerras Revolucionarias Francesas
En 1793, Argenteau sirvió en el teatro italiano como jefe de personal de Joseph De Vins, el comandante del ejército austríaco. Aparentemente, no se llevaba bien con los oficiales de su aliado, el  Reino de Piamonte-Cerdeña. Continuó luchando en el noroeste de Italia y estuvo involucrado en al menos dos pequeños comportamiento. Los franceses expulsaron a sus tropas de sus posiciones durante la Batalla de Loano el 23 de noviembre de 1795. Fue llevado ante una Corte marcial, pero absuelto y en marzo de 1796 ascendido a  Feldmarchal-Leutnant.
En abril de 1796, comandó el ala derecha bajo un nuevo comandante del ejército, Johann Beaulieu, un compañero valón. Durante la Batalla de Montenotte, el ejército francés al mando de Napoleón Bonaparte mutiló el ala de Argenteau en las batallas de Montenotte y Dego. Después de estas derrotas, el ejército de Beaulieu permaneció prácticamente paralizado cuando los franceses sacaron el Reino de Cerdeña-Piamonte de la Primera Coalición. A pesar de estos acontecimientos, Argenteau recibió la Cruz de Caballero de la Orden Militar de María Teresa en mayo de 1796.

## Guerras Napoleónicas
En 1805, Argenteau dirigió una división en el ejército del Archiduque Carlos en el norte de Italia. En la Batalla de Caldiero en octubre, comandó cinco divisiones del Centro del ejército. A su retiro del servicio militar en 1808, fue nombrado Feldzeugmeister, general de pleno derecho. Desde 1809 hasta su muerte en 1819, fue propietario del Regimiento de Infantería Argenteau Nr. 35. Murió en Viena.